# Burlington Carriage Company
Die Burlington Carriage Company war ein britischer Hersteller von Automobilkarosserien, der zeitweise eng mit dem Automobilproduzenten Armstrong Siddeley verbunden war.

## Unternehmensgeschichte

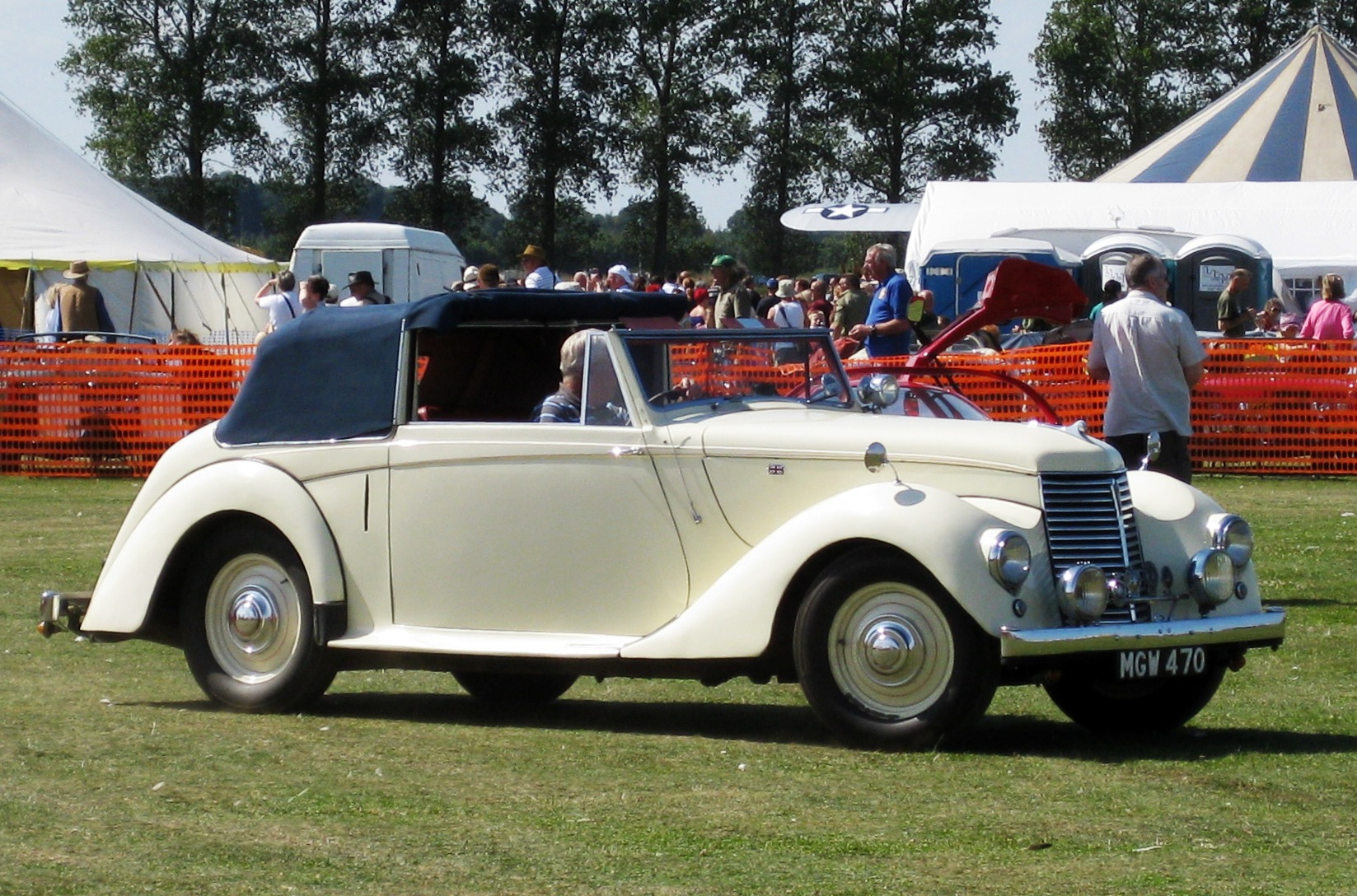
Armstrong Siddeley Hurricane mit Standardkarosserie von Burlington

Die Burlington Carriage Company wurde 1892 gegründet. Anfänglich war das Unternehmen an der Marylebone Road in London ansässig. Burlington vertrat zunächst die Marken De Dietrich und Turcat-Méry in London. Zu Beginn des 20. Jahrhunderts entstand eine eigene Karosseriebauabteilung, die Aufbauten für verschiedene Chassis fertigte. Unter anderem kleidete das Unternehmen Fahrzeuge von Delaunay-Belleville ein. 1913 wurde der Betrieb von Siddeley-Deasy übernommen und nach Coventry verlagert. Dort teilte es sich während des Ersten Weltkriegs zeitweise die Räumlichkeiten mit Charlesworth Motor Bodies, ging aber keine rechtliche Verbindung mit dem Konkurrenten ein. Bereits während des Krieges war Burlington Siddeley-Deasys Lieferant der werksseitig angebotenen Standardkarosserien. Diese Stellung behielt Burlington auch bei, nachdem Siddeley-Deasy und Armstrong-Whitworth 1919 zu Armstrong Siddeley fusioniert hatten. Bis zur Produktionseinstellung 1960 kamen alle standardisierten Armstrong-Siddeley-Karosserien von Burlington. Andere Chassishersteller rüstete Burlington dagegen nicht mehr aus. 
Nachdem Armstrong Siddeley 1960 die Automobilfertigung aufgegeben hatte, produzierte Burlington noch eine Reihe von Standardaufbauten des Sunbeam Alpine. Dieser Auftrag endete 1960. Danach kam auch der Karosseriebau bei Burlington zum Erliegen. Die Räumlichkeiten in Coventry existierten noch Anfang des 21. Jahrhunderts.